# 1568
Năm 1568 (số La Mã: MDLXVIII) là một năm nhuận bắt đầu từ ngày thứ năm trong lịch Julius.

## Sự kiện
- 16 tháng 5 - Mary, Nữ hoàng Scotland, chạy trốn sang Anh.